# Julia Heart

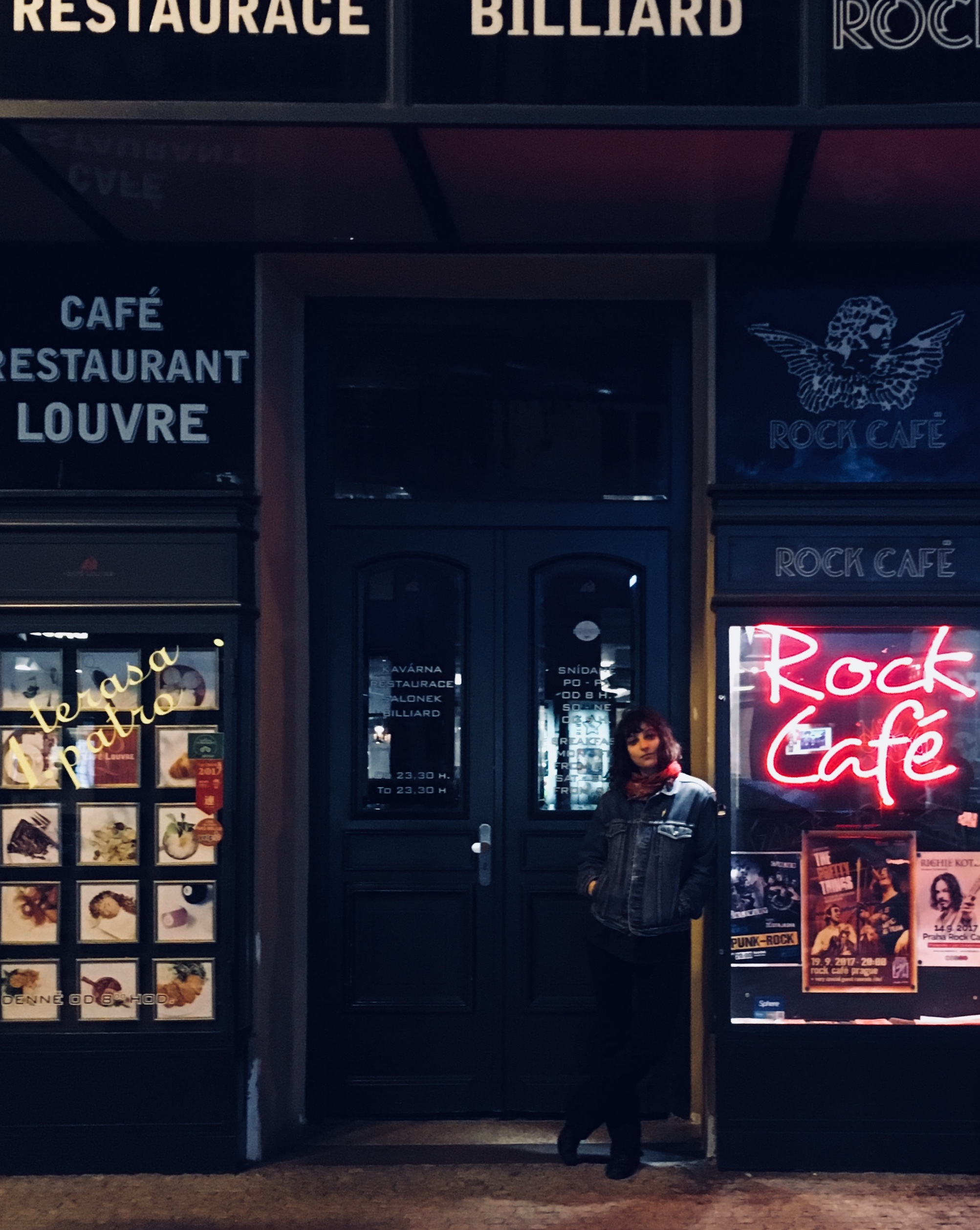
Julia Heart 2017 nach einem Auftritt im Prager Rock Café.

Julia Heart (* 29. Juni 1992 als Julia Herzog in Grosswangen, Kanton Luzern) ist eine Schweizer Sängerin und Songschreiberin. Sie bewegt sich zwischen Folk, Blues, Rock und Pop.

## Biografie
Heart gründete ihre erste Band mit 16 Jahren und spielte vereinzelt Konzerte. 2014 gründete sie mit Freunden die Blues-Rock Band The Konincks. Im selben Jahr veröffentlichten sie die Debüt-EP Electric Brew, welche national wie international Aufmerksamkeit erlangte. 2015 tourte das Quartett erstmals zusammen mit Richie Kotzen für mehrere Wochen durch Europa. Zusammen mit The Konincks veröffentlichte Julia Heart insgesamt ein Album und zwei EPs, spielte zwei Europatourneen und eine Tournee in Osteuropa. Sie verzeichneten Auftritte am Heitere Open Air und am Blue Balls Festival. Die Band löste sich 2018 wegen musikalischer Differenzen auf.
Im selben Jahr gab Julia Heart ihr Soloprojekt bekannt. In einem Interview mit Radio SRF 2 Kultur sagte sie, die Zeit mit The Konincks sei sehr wertvoll gewesen und ohne diese Erfahrung gäbe es ihr Soloprojekt nicht.
Im Mai 2019 veröffentlichte Julia Heart ihre gleichnamige Debüt-EP. 2020 veröffentlichte Heart ihre zweite EP The Nashville Session. Die Livesession entstand während eines mehrmonatigen Aufenthalts in Nashville, Tennessee. Heart verzeichnet Auftritte am Gurtenfestival, Open Air St. Gallen, Zermatt Unplugged, den Winterthurer Musikfestwochen, dem Montreux Jazz Festival sowie zahlreiche Clubshows in der ganzen Schweiz.
Im Februar 2025 veröffentlichte Heart ihr Debütalbum Sanctuary.

## Auszeichnungen
Heart gewann im Oktober 2020 den Swiss Talent Spotlight Contest, präsentiert vom Montreux Jazz Festival und der UBS, und wurde ausgezeichnet als beste Schweizer Newcomerin.

## Diskografie
| Jahr | Titel                            | Label              | Anmerkungen               |
| ---- | -------------------------------- | ------------------ | ------------------------- |
| 2014 | Electric Brew                    |                    | zusammen mit The Konincks |
| 2015 | While I’m Listening To My Breath | Timezone Records   | zusammen mit The Konincks |
| 2018 | Daytime/Nighttime                |                    | zusammen mit The Konincks |
| 2019 | Julia Heart                      | Little Jig Records |                           |
| 2020 | The Nashville Session            | Radicalis Music    |                           |
| 2025 | Sanctuary                        | Sixteentimes Music |                           |